# Parnassia omeiensis
Parnassia omeiensis är en benvedsväxtart som beskrevs av Tsue Chih Ku. Parnassia omeiensis ingår i släktet Parnassia och familjen Celastraceae. Inga underarter finns listade.